# مریکانجاکا
مریکانجاکا (به لاتین: Merikanjaka) یک منطقهٔ مسکونی در ماداگاسکار است که در Manjakandriana District واقع شده‌است.
 مریکانجاکا  ۸٬۰۰۰ نفر جمعیت دارد و ۱٬۴۷۰ متر بالاتر از سطح دریا واقع شده‌است.